# Bulletin des Sciences Physiques et Naturelles en Neerlande
Bulletin des Sciences Physiques et Naturelles en Neerlande, (abreujat Bull. Sci. Phys. Nat. Neerl.), va ser una revista amb il·lustracions i descripcions botàniques que va ser editada a Leiden des de 1838 fins a 1840, on es va publicar 3 números.